# Championnat de Taïwan de football 2020
Navigation
Saison précédente Saison suivante
La saison 2020 du Championnat de Taïwan de football est la trente-sixième édition du championnat national, la Taiwan Football Premier League. Les huit clubs participants sont regroupés au sein d'une poule unique où ils s'affrontent à trois reprises. À l'issue de la saison, le dernier du classement final est relégué tandis que l'avant-dernier doit disputer un barrage de promotion-relégation face au vice-champion de deuxième division.
C'est le club de Taiwan Steel FC qui est sacré cette saison après avoir terminé en tête du classement final, avec deux points d'avance sur Taipower FC et neuf sur Taichung Futuro AF. C'est le tout premier titre de champion de Taïwan de l'histoire du club.

## Barrages de promotion-relégation
Les deux derniers du classement de la saison précédente ainsi que les quatre premiers de deuxième division sont engagés dans des barrages de promotion-relégation, afin de déterminer les clubs participants aux championnats de première et seconde division. Les clubs de D2 se rencontrent sur un match unique, les 2 vainqueurs affrontant ensuite une formation de l'élite, là aussi sur un seul match.

### Premier tour
| Équipe 1    | Résultat      | Équipe 2                      |
| ----------- | ------------- | ----------------------------- |
| ACA FC (D2) | 6 - 0         | (D2) Play One FC              |
| SFI FC (D2) | 0 - 0 4-2 tab | (D2) Taoyuan International FC |

### Deuxième tour
| Équipe 1    | Résultat | Équipe 2                 |
| ----------- | -------- | ------------------------ |
| ACA FC (D2) | 1 - 4    | Ming Chuan University FC |
| SFI FC (D2) | 0 - 1    | Taipei Red Lion FC       |

- Tous les clubs se maintiennent au sein de leur championnat respectif.

## Les clubs participants
- Taipower
- Taipei City Tatung
- Ming Chuan University FC
- Taiwan Steel
- Hang Yuen FC
- Taiwan University FC
- Taipei Red Lion FC
- Taichung Futuro AF

## Compétition
Le classement est établi sur le barème de points classique (victoire à 3 points, match nul à 1, défaite à 0). Pour départager les égalités, on tient d'abord compte des confrontations directes, de la différence de buts générale, puis du nombre de buts marqués.

### Classement
| Rang | Équipe                    | Pts | J  | G  | N | P  | Bp | Bc | Diff |
| ---- | ------------------------- | --- | -- | -- | - | -- | -- | -- | ---- |
| 1    | Taiwan Steel              | 48  | 21 | 16 | 0 | 5  | 58 | 26 | +32  |
| 2    | Taipower CFC              | 46  | 21 | 14 | 4 | 3  | 41 | 27 | +14  |
| 3    | Taichung Futuro AF        | 39  | 21 | 12 | 3 | 6  | 33 | 17 | +16  |
| 4    | Taipei City TatungT       | 38  | 21 | 12 | 2 | 7  | 47 | 24 | +23  |
| 5    | Hang Yuen FC              | 33  | 21 | 9  | 6 | 6  | 24 | 20 | +4   |
| 6    | Taiwan University FC      | 20  | 21 | 6  | 2 | 13 | 27 | 50 | -23  |
| 7    | Taipei Red Lion FC        | 9   | 21 | 2  | 3 | 16 | 19 | 58 | -39  |
| 8    | Ming Chuan University FCP | 8   | 21 | 2  | 2 | 17 | 21 | 48 | -27  |

|  | Qualification pour la phase de groupes de la Coupe de l'AFC 2021 |
|  | Participation au barrage de promotion-relégation                 |
|  | Relégation directe en deuxième division                          |
|  | T : Tenant du titre                                              |

### Barrage de promotion-relégation
| Équipe 1           | Résultat      | Équipe 2                      |
| ------------------ | ------------- | ----------------------------- |
| Taipei Red Lion FC | 0 - 0 4-2 tab | (D2) Taoyuan International FC |

- Les deux clubs se maintiennent au sein de leur championnat respectif.

## Bilan de la saison
| Championnat de Taïwan de football 2020   |                                |
| Champion                                 | Taiwan Steel (1er titre)       |
| Coupes et trophées                       |                                |
| Vainqueur de la Coupe de Taïwan 2020     | Non disputée                   |
| Qualifications continentales             |                                |
| Coupe de l'AFC 2021                      | Taiwan Steel                   |
| Promotions et relégations                |                                |
| Promus en Taiwan Football Premier League | China Petroleum Corporation FC |
| Relégués en Taiwan B League              | Ming Chuan University FC       |